# 戴夫·考恩斯
戴维·威廉·考恩斯（英語：David William Cowens，1948年10月25日—），美国NBA前职业籃球運動員，在1970至1983年間為波士顿凯尔特人及密爾沃基雄鹿效力11個賽季。2021年，入選NBA75大球星。

## NBA生涯

### 球員時代
大學時期的考恩斯即以擅搶籃板而聞名，加上他的打球態度甚為積極，這讓當時凯尔特人队總經理「紅頭」奥尔巴赫甚為賞識，因而於1970年NBA選秀會上以第四順位選走考恩斯，以填補自比尔·拉塞尔退休後的空缺。新秀賽季的考恩斯便已取得17分和15.4籃板的成績，在球隊歷史上僅次於拉塞尔的新秀成績，亦為他贏得1971年的「最佳新秀」獎（與波特兰开拓者队的吉奧夫·佩特里共同獲得）。不過，他在新秀賽季的犯規率也相當高，共有350次犯規。
翌季，考恩斯憑著18.8分、15.2籃板，獲選為全明星球員。在考恩斯與隊上另一巨星約翰·哈夫利切克的帶領下，凯尔特人队連續五年奪得大西洋區的冠軍，考恩斯個人亦在1973年獲選為NBA最有價值球員，成為凯尔特人队史上三位得到此獎的球員之一（另外兩位是拉塞尔和鲍勃·库锡）。
1974年，考恩斯聯同哈夫利切克、优优·怀特、唐·切尼、保罗·韦斯特法尔、保罗·希拉斯、唐·尼尔森等球員，帶領球隊取得56勝26負的成績，並在總決賽中擊敗了卡里姆·阿卜杜勒·贾巴尔領軍的密爾沃基雄鹿隊，重奪失落了四年的總冠軍。1976年，考恩斯的凯尔特人队和菲尼克斯太阳队爭奪總冠軍，其中第五場更經歷了三次延長，最後凯尔特人队成功擊敗太陽隊，再次奪得總冠軍。
然而，球隊奪冠後，卻把考恩斯的好朋友、33歲的希拉斯交易至丹佛掘金队，考恩斯因而意興闌柵，在28歲之齡宣佈退休。雖然在30場之後考恩斯復出，但能力不復以往，在隨後的四個球季裏，個人成績漸走下坡，球隊亦逐漸退出競爭行列。1978-79年賽季，考恩斯在球隊取得2勝12負之後兼任教練一職，並以29勝53負的成績走過這個低潮。1979-80年賽季，由於得到一位名叫賴瑞·柏德的新球員和名教練比爾·費奇的加盟，球隊又立即成為東區強隊。賽季完結後，考恩斯再次宣佈退休。
離開NBA兩年後，考恩斯應前隊友尼尔森之邀請，第二度復出，並加盟雄鹿隊。在1983年的季後賽裏，考恩斯幫助球隊掃走了前東家凯尔特人队。儘管最後敗於費城76人手中，但考恩斯整季仍有8.1分、6.9籃板的演出。
在巨星林立的七十年代，考恩斯並沒有十分特出的氣質，但他穩定、無私，並且在場上永遠保持積極和充滿活力，這些個性都為他及凯尔特人队帶來了七十年代的兩座總冠軍獎座，成為凯尔特人队自拉塞尔之後的偉大中鋒，並使球隊在波士顿兩代「綠色王朝」之間依然成為東區強權之一。考恩斯惟一的缺點是犯規太多，職業生涯中共有90場比賽犯滿離場，但這亦可反映出考恩斯在場上的積極性。

### 教練時代
退休後的考恩斯在1994-95年賽季曾任聖安東尼奧馬刺隊的助理教練；1996年，考恩斯接任夏洛特黃蜂隊的總教練，並且連續兩季皆帶領球隊取得超過50場勝仗。可是在第三季開季取得4勝11負後即被裁掉。2001年，考恩斯成為西區積弱已久的金州勇士隊總教練，眾人期望他能像當初初任黃蜂隊教練時那樣，為球隊帶來50勝以上的佳績。可惜球隊最後只得17勝65負，翌季一開始亦只有8勝15負的成績，結果再一次被辭退。總結教練生涯，他合共取得161勝191負的成績。

## 成就／榮譽

### NBA成就
- 2次NBA總冠軍：1974，1976（波士顿凯尔特人队）
- 1次NBA最有價值球員：1973
- 7次NBA全明星球員：1972，1973，1974，1975，1976，1977，1978
- 1次NBA全明星賽最有價值球員：1973
- 3次NBA最佳陣容： 
  - NBA第二陣容：1973，1975，1976
- 3次NBA最佳防守陣容： 
  - NBA第一陣容：1976
  - NBA第二陣容：1975，1980
- 1次NBA最佳新秀：1971（與吉奧夫·佩特里共同獲得）
- 籃球名人堂：1990
- NBA50大巨星：1996

### NBA生涯紀錄
- NBA歷史上總籃板排行榜第廿九（10444個）
- NBA歷史上平均籃板排行榜第八（13.6個）